# A contratiempo
A contratiempo és una pel·lícula espanyola del 1982 dirigida per Óscar Ladoire amb Fernando Trueba com a director executiu en escenaris naturals de Galícia i Madrid. El gènere es podria definir com a drama sentimental entre un home madur i una adolescent.

## Argument
Després de l'estrena a Madrid de Cae la noche, l'última pel·lícula del director Félix Ortiz, aquest emprèn un viatge a Galícia. Distanciant-se del seu entorn habitual pretén trobar una nova història que contar. En una parada de la seva ruta coneix a Clara, una adolescent que viatja sense rumb i que li convenç perquè l'acompanyi durant part del trajecte. Després de diversos intents frustrats per a deslliurar-se d'ella, Félix acaba per acceptar que li acompanyi fins a Finisterre. La gran diferència d'edat dificulta el seu mutu enteniment, però no impedeix que ell comenci a sentir alguna cosa per ella. Félix, espantat dels seus sentiments, crida al pare de Clara perquè la reculli en un determinat lloc. A Clara no li quedarà més remei que reincorporar-se a la seva vida familiar no sense abans prometre-li al director que tornarà per ell quan tingui edat.
Referència actualitzada en versió australiana en la minisèrie de televisió "Upright".

## Repartiment principal
- Mercedes Resino com Clara
- Óscar Ladoire com Félix
- Fernando Vivanco[Enllaç no actiu] com actor
- Paco Lobo com Detectiu
- Helios Manríquez com marquès de Baixeras
- Almudena Grandes com arqueòloga
- Juan Cueto como pare de Clara
- Gonzalo Suárez como home de Finisterre
- Rafael García Martos com Goyo
- Manuel Huete com recepcionista
- Antonio Resines com a agent
- Raúl Palacios como pare de Félix
- Carlos Boyero com crític
- Salvador Gómez Calle com recepcionista 2
- Beatriz Elorrieta com Elena
- Lesley-Anne Down com l'actriu
- Fernando De Bran
- Ana Huete[Enllaç no actiu] com cambrera i productora delegada

## Banda sonora
Cançó "A Contratiempo", interpretada per Chicho Sánchez Ferlosio amb lletra d'Agustín García Calvo. A contratiempo és un disc de Chicho Sánchez Ferlosio, gravat el 1978 i reeditat en CD el 2007. El títol correspon a una de les cançons del disc, en la qual es demana a les caravel·les de Colón que retornin a port.

## Escenaris exteriors
Fisterra, Noia, O Pindo, Santo André de Teixido, Cervo, Lugo, Sargadelos, Viveiro, A Toxa, Cambados, Samil, Santiago de Compostel·la, Madrid.